# Момент времени
Моме́нт вре́мени — точка на временной оси. 
О событиях, соответствующих одному моменту времени, говорят как об одновременных. В научных моделях моменту времени соответствует состояние системы (мгновенное состояние). В истории применяют словосочетание исторический момент. В быту момент времени может пониматься как столько-то часов, минут, секунд такой-то даты.
В теории относительности «момент времени» не имеет абсолютного смысла, поскольку понятие одновременности не является абсолютным — события, одновременные в одной системе отсчёта, не являются, в общем случае, одновременными в другой системе отсчёта. Таким образом, понятие «момент времени» имеет смысл лишь при указании конкретной системы отсчёта либо для конкретного наблюдателя (для которого всегда можно определить собственное время).